# Alameda Central
Pour les articles homonymes, voir Alameda.

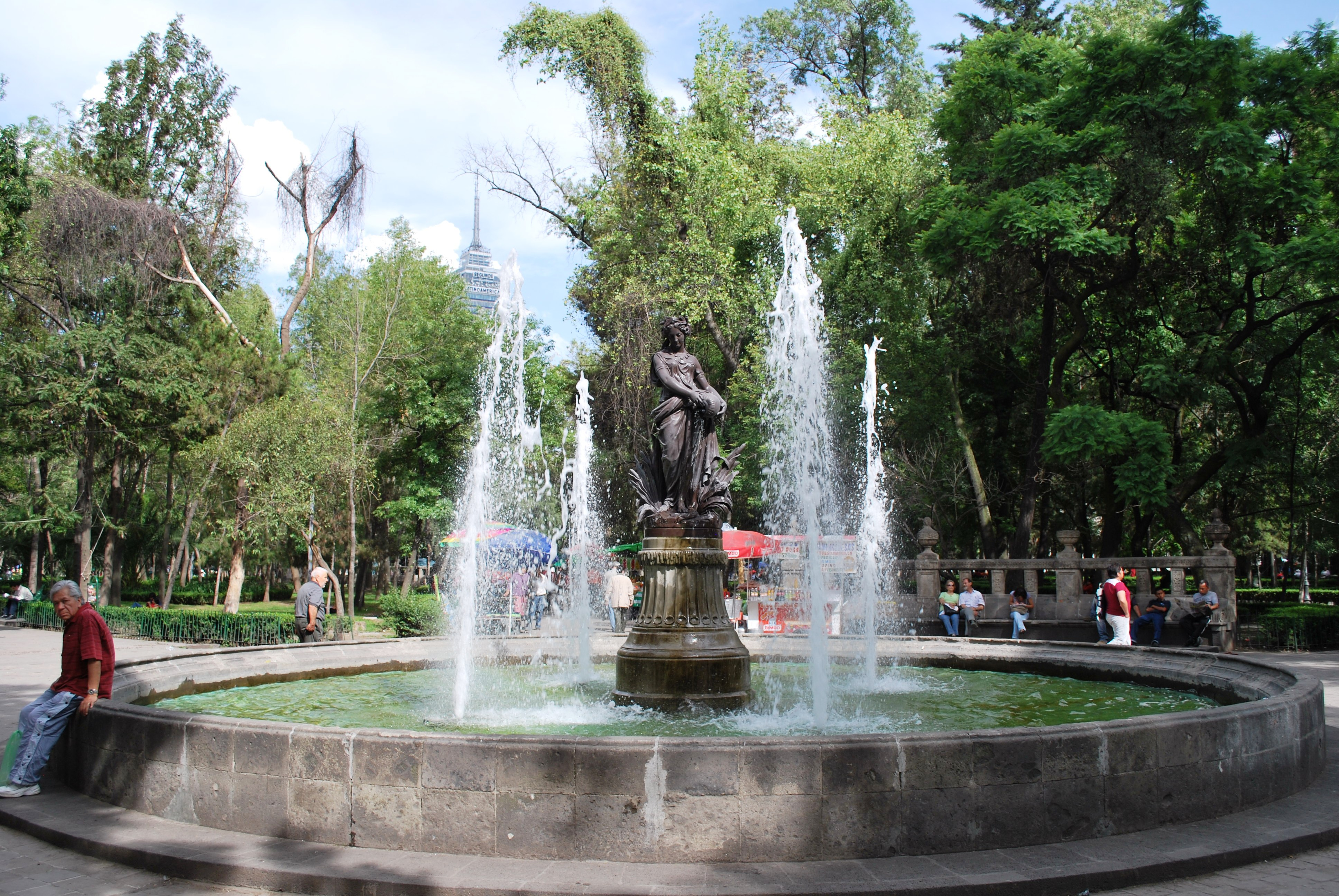
Une fontaine à Alameda Central. La tour latino-américaine est visible à travers les arbres.

L’Alameda Central est un jardin public situé dans le centre historique de Mexico, près du Palacio de Bellas Artes, entre l'Avenida Juárez et l'Avenida Hidalgo.

## Description

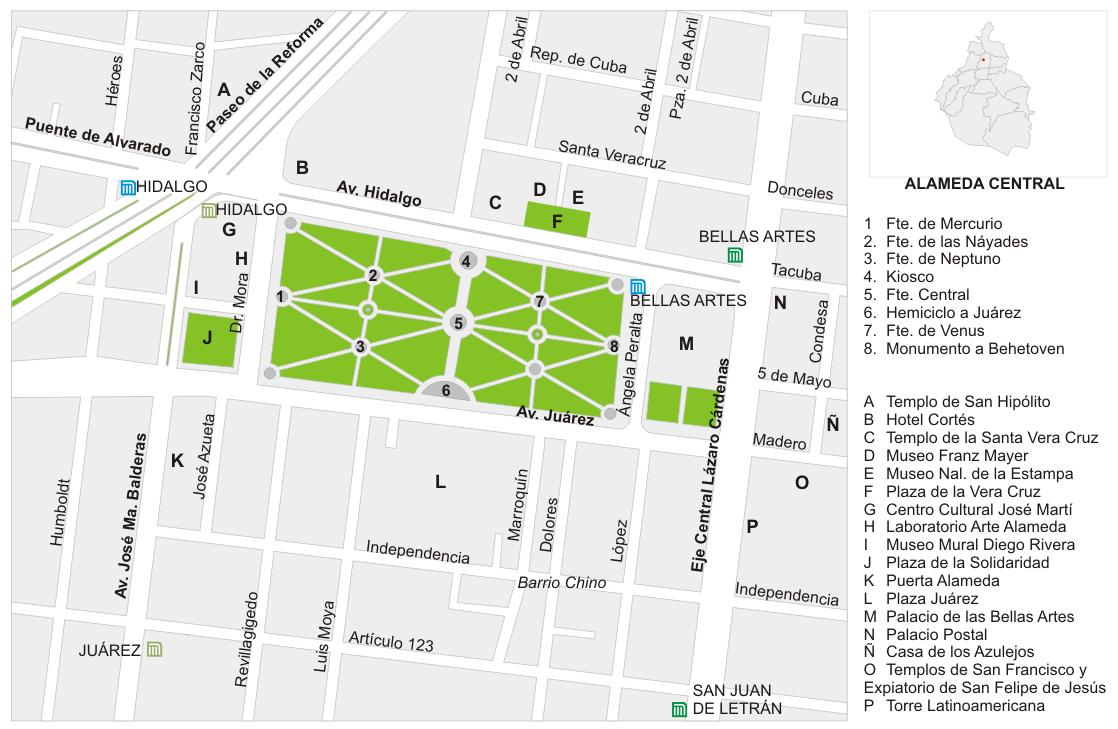
Carte de l'Alameda Central.

L'Alameda Central est un jardin rectangulaire comportant des chemins pavés, des fontaines décoratives et des statues, et c'est le lieu d'événements civiques. L'endroit était utilisé comme place du marché par les Aztèques. Le jardin a été créé en 1592, lorsque le vice-roi Luis de Velasco décide de créer un espace vert. Le nom vient du mot espagnol álamo, signifiant peuplier, en référence à cette essence qui y était plantée. Ce parc fait partie du plan du vice-roi pour développer ce qui était, à cette époque, la bordure ouest de la ville. Il a fini par symboliser le parc mexicain traditionnel et plusieurs autres parcs du pays ont pris pour nom « Alameda ».